# Казено-Торсько-Олексіївська волость
Казено-Торсько-Олексіївська волость — історична адміністративно-територіальна одиниця Бахмутського повіту Катеринославської губернії із центром у селі Абрамівка.
Станом на 1886 рік складалася з 19 поселень, 19 сільських громад. Населення — 5858 осіб (2912 чоловічої статі та 2746 — жіночої), 950 дворових господарств.
|                     | Площа, десятин | У тому числі орної, дес. |
| ------------------- | -------------- | ------------------------ |
| Сільських громад    | 4705           | 1465                     |
| Приватної власності | 42359          | 4865                     |
| Іншої власності     | 33             | 33                       |
| Загалом             | 47097          | 9567                     |

Поселення волості:
- Казено-Торсько-Олексіївське — колишнє власницьке село при річці Казенний Торець за 50 верст від повітового міста, 730 осіб, 134 дворових господарства, православна церква, школа, 3 ярмарки на рік.
- Миколаївка (Ганнівка) — колишнє власницьке село при річці Казенний Торець, 759 осіб, 134 дворових господарства.
- Софійськ (Бантишева) — колишнє власницьке село при річці Казенний Торець, 999 осіб, 176 дворових господарства.

За даними на 1908 рік у волості налічувалось 18 поселень, загальне населення волості зросло до 9500 осіб (4718 чоловічої статі та 4782 — жіночої), 1227 дворових господарств.